# Odlike Pokémona
Odlike niza Pokémon RPG videoigara uključuje hvatanje i uvježbavanje raznolikog broja nestvarnih bića zvanih Pokémoni te njihovo korištenje u borbama protiv drugih trenera. Svaka sljedeća generacija Pokémon videoigara gradi se na ovome pravilu uvodeći pritom nove Pokémone, predmete i načine igranja. Neki od općepoznatih pravila prikazani su prije samog pojavljivanja unutar igara u sasvim drugim područjima: dvostruke su se borbe prikazale u Pokémon animiranoj seriji daleko prije pojavljivanja unutar Pokémon videoigara, dok su Pokémonove sposobnosti uvelike slične njegovim moćima (Poké Power) koje su se pojavile unutar Pokémon TCG-a.

## Građa igara
Svaka od dlanovnih Pokémon RPG igara, od prve generacije prema posljednjoj četvrtoj, zauzima mjesto unutar posebne zamišljene regije Pokémon svijeta te započinje igračevim izborom posebnog početnog Pokémona od strane Pokémon profesora stanovite regije. Putujući navedenim svijetom, hvatanjem i razvijanjem Pokémona te pobjeđvanjem ostalih trenera u Pokémon borbama, igrač povećava širinu i snagu njegove Pokémon zbirke. Značajan zaplet unutar svake igre jest poražavanje kriminalne organizacije koja pokušava osvojiti zamišljeni svijet zloupotrebom Pokémona. Ove organizacije obuhvaćaju Tim Raketa, Tim Magma i Aqua te Tim Galactic.
Među ostalim ustanovama smještenim diljem Pokémon svijeta nalaze se Pokémon centri, Pokémon tržnice te dvorane ili vježbaonice. Pokémon centri pružaju besplatnu liječničku skrb igračevim Pokémonima, te sadržavaju osobna računala putem kojih igrač upravlja zbirkom svojih Pokémona. Unutar Pokémon centara, igrač može povezati se s drugim igračima dlanovnih Pokémon igara kako bi se međusobno borili ili razmijenili Pokémone. Pokémon tržnice predstavljaju trgovine u kojima igrač može kupiti određene predmete novcem koji osvoji u borbama; određeni gradovi imaju usko usavršene trgovine, poput trgovačkih centara ili apoteke. S vremena na vrijeme, grad sadržava i Dvoranu ili Vježbaonicu koju vodi vještiji trener zvan i Vođa dvorane/vježbaonice. Pobjeda nad njime igraču jamči dobitak bedža te, u pravilu, nastavak zapleta igre. Nakon sakupljanja maksimalnog broja od osam bedževa, igrač je u mogućnosti izazvati regionalnu Elitnu četvorku i Šampiona; pobjeda nad Šampionom predstavlja kraj glavne priče unutar same igre te prvenstveni cilj.
Ispunjenjem prvenstvenog cilja otvaraju se dodatni izazovi unutar igre, što prvenstveno obuhvaća pristup prethodno nepristupačnim mjestima i područjima. Kasnije, igra postaje potpuno slobodne osobnosti, s krajnjim ciljem i izazovom koji predstavlja hvatanje barem jedne jedinke svake vrste postojećeg Pokémona, čime igrač u potpunosti ispunjava Pokédex. Broj dostupnih različitih Pokémon vrsta povećava se uvođenjem svake nove generacije, počevši s brojem 151 nakon prve generacije, te dostizanjem brojke 493 nakon uvođenja četvrte generacije.

## Dvorane Pokémona/Vježbaonice
To su ustanove smještene u određenim gradovima svijeta Pokémona u kojima treneri Pokémona mogu uvježbavati svoje Pokémone i natjecati se radi kvalifikacije za natjecanja Pokémon lige. Iako se unutarnja organizacija Pokémon dvorane može razlikovati, svaka se usavršila koristeći se jednim tipom Pokémona, te sve vodi i nadgleda Vođa dvorane, vješt trener koji predstavlja izazov igraču. 
Kada je službeni Vođa dvorane poražen, igrač osvaja bedž, koji služi kao dokaz igračeve vještine te predstavlja ključni dio nastavljanja zapleta unutar same igre. Pobjeda također uključuje osvajanje posebne tehnike koju igrač može poučiti svome Pokémone, kao i sposobnost korištenja posebnih skrivenih tehnika koje su potrebne radi napredovanja u samoj igri. Igrač mora sakupiti osam bedževa kako bi mogao izazvati Elitnu četvorku. Svaka regija unutar videoigara sadrži najviše osam vježbaonica, dok Pokémon animirana serija dokazuje postojanje većeg broja za svaku od regija. Smatra se kako će Pokémoni slušati naredbe svoga trenera ako ovaj posjeduje veći broj bedževa; neki od bedževa dopuštaju treneru korištenje razmijenjenih Pokémona na višim razinama.

## Borbe Pokémona
Borbe između Pokémona središnja su događanja Pokémon videoigara. Pritom Pokémon postaju snažniji, dok istovremeno služe kao oblik nadmetanja i dostizanja određenih zadataka unutar same igre. Borbe se također mogu odvijati između ljudskih igrača putem povezivanja posebnim kabelom ili pak bežičnom tehnologijom kod novijih naslova.
Franšiza videoigara koristi se sustavom izmjene krugova. Kada igrač izazove protivničkog trenera ili naiđe na divljeg Pokémona, zaslon se mijenja u borbeni prikaz protivničkog Pokémona, njegove HP trake, te popisa mogućnosti. Igrač u bilo koje vrijeme može u svome aktivnome timu nositi najviše šest Pokémona (igrač samostalno odabire koje će od njih smjestiti u tim); Pokémon na prvom mjestu u timu koji nije onesviješten prvi ulazi u borbu. Na početku svakog kruga, obje strane biraju napad ili tehniku koju izvode, koriste neki od predmeta, izmjenjuju Pokémona ili pak bježe (posljednji odabir nije dostupan u borbama s protivničkim trenerima). Ako obje strane napadaju, Pokémon s višom Speed statistikom napast će prvi, iako neki od napada, predmeta ili učinaka mogu poništiti ili preskočiti ovo pravilo. Ako ijedna strana odabere drugu mogućnost, ona u igru ulazi prije ostalih odabira.
Svaki Pokémon koristi svoje tehnike kako bi protivničku HP traku doveo do nule, nakon čega Pokémon pada u nesvijest. Ako igračev Pokémon pobijedi u borbi, osvaja bodove iskustva; kada Pokémon osvoji određen broj bodova, njegova se razina podiže za razinu više od trenutačne. Ako igračev Pokémon biva onesviješten, u mogućnosti je iskoristiti svog sljedećeg Pokémona ili pobjeći; ako igrač nema dostupnih Pokémona u svome timu (primjerice, ako su svi onesviješteni), on gubi borbu, vraća se natrag u posljednji Pokémon centar koji je posjetio te gubi polovicu novca kojeg posjeduje.

#### Dvostruke borbe
Inačice Pokémon Ruby i Sapphire uvele su pojam dvostrukih borbi, gdje se protivnički timovi bore koristeći dva Pokémona istovremeno. Iako osnovna pravila ostaju nepromjenjiva, neke od tehnika mogu imati višestruke mete; neke utječu samo na protivnike, dok druge ozljeđuju i saveznika. Istovremeno, neke Pokémon sposobnosti djeluju samo u dvostrukim borbama. Treća generacija uvela je dvostruke borbe isključivo s trenerima, dok su inačice Pokémon Diamond i Pearl uvele dvostruke borbe s divljim Pokémonima.

### Vrste Pokémona
Postoji sedamnaest Pokémon tipova. Dva su tipa, Mračni i Čelični, uvedeni u inačicama Pokémon Gold i Silver. Svaki je tip zapravo atribut Pokémonu koji ga posjeduje koji određuje njegove učinkovitosti i slabosti. Svaki Pokémon posjeduje najmanje jedan te najviše dva tipa; Pokémoni dvostrukog tipa ujedinjuju učinkovitosti i slabosti oba tipa. Također, gotovo svaki Pokémon napad također pripada određenom tipu. Jedina je iznimka tehnika Prokletstva (Curse), čiji je tip ???, te je drugačijeg učinka kada ju koristi Pokémon Duh. Sustav "kamen-papir-škare" određuje učinkovitost Pokémon tehnike u borbi; primjerice, Vatreni Pokémoni primaju dvostruku štetu Vodenih napada, dok Električni napadi uopće ne djeluju na Zemljane Pokémone. Pokémoni dvostrukog tipa također mogu patiti od dvostruke slabosti. Primjerice, Vatreni su napadi dvostruko učinkoviti protiv Travnatih i Buba tipova. Parasect, koji objedinjuje oba tipa, stoga će primiti četverostruku štetu od Vatrenih napada. Istovremeno, obrnuti je slučaj moguć; Pokémon dvostrukog tipa može biti četverostruko otporan na određene napade.

### Pokémonske tehnike
Poput većeg dijela likova unutar raznih RPG igara, Pokémoni su sposobni naučiti širok raspon napada. Ovi napadi i tehnike mogu izazivati štetu, uzrokovati razne učinke, povratiti zdravlje ili stvarati uvjete koji na određen način utječu na čitavu borbu. Svi napadi imaju četiri osnovne značajke: tip (Type), snagu (Power), preciznost (Accuracy), te određen broj mogućnosti ponavljanja istog napada (Power Points). Tehnike koje pojedini Pokémon može naučiti razlikuju se ovisno o njegovoj Vrsti; čak i oni koji se razviju iz nekog drugog Pokémona nisu u stanju naučiti sve tehnike koji je njihov prethodni oblik bio u stanju naučiti. Svaki Pokémon sposoban je u danom trenutku raspolagati s ukupno četiri napada. Pokémon je napade sposoban učiti putem stjecanja iskustva, korištenjem Tehničkih (TM) i Skrivenih (HM) uređaja, uzgajanjem ili putem poučavatelja (NPC likova koji podučavaju pojedine tehnike).
Učinkovitost pojedinog napada ovisan je o osjetljivosti protivničkog Pokémona na pojedini tip napada. Česti izrazi povezane uz ovo gledište jesu "super učinkovito" (učinjena šteta je udvostručena ili učetverostručena), "neučinkovito" (šteta je dva do četiri puta umanjena), i "bez ikakvog učinka". U slučajevima u kojima je tip napada jednak tipu Pokémona koji ga koristi, ukupna učinjena šteta povećava se za 50%. Ovu se pojavu u žargonu igrača učestalo naziva STAB-om (Same Type Attack Bonus – povećanje napada jednakog tipa). U prve tri generacije igara, tip napada također je utjecao na statistike koje su bile uzete u obzir pri računanju ukupne štete, no počevši od četvrte generacije igara i dolaskom Diamond i Pearl igara, svaki je napad koji uzrokuje štetu pojedinačno svrstan u kategoriju fizičkog ili specijalnog napada.

#### Snaga
Snaga (Power) napada određuje količinu oduzete trake HP-a protivničkog Pokémona. Ostali čimbenici koji izravno utječu na štetu jesu napadačeva Attack i Special Attack statistika te protivničke obrambene Defence i Special Defence statistike, tipovi oba obrambena Pokémona i napada koji se koriste te, naposljetku, predmeti koje Pokémoni drže. Neki napadi nemaju određenu snagu. Takvi napadi ne uzrokuju izravnu štetu već uzrokuju određeni učinak, poput status efekta ili iscjeljivanja.

#### Preciznost
Preciznost (Accuracy) napada određuje vjerojatnost pogotka mete te međusobno djeluje u paru s protivničkom sposobnošću izbjegavanja napada. Često je veoma snažan napad uravnotežen niskom preciznošću. Napadi koji u jednom potezu onesvijeste protivničkog Pokémona obilježen je izrazito niskom preciznošću. Neki od napada uvijek pogode zadanu metu, bez obzira na uvjete, ne nalik napadima čija je brojka preciznosti 100, koja se zapravo mijenja promjenama u napadačevoj preciznosti te protivničkim izbjegavanjem napada.

#### Napadački bodovi
Napadački bodovi (Power Points) odrednica su koja ukazuje mogućnost ponavljanja istoimenog napada. Kao što je to slučaj s preciznošću, izrazito snažni napadi često su uravnoteženi niskim brojem napadačkih bodova. Kada Pokémon iskoristi sve napadačke bodove određenog napada, nije više u stanju koristiti taj napad. Također, ako Pokémon iskoristi napadačke bodove svih raspoloživih napada, pribjeći će posebnoj tehnici Naprezanja (Struggle). AI protivnici također su ograničeni ovim pravilom. Ipak, tijekom prve generacije videoigara, ovo se pravilo nije primjenjivalo na njih, pa je stoga AI trenerima davalo mogućnost korištenja snažnijih napada nebrojeno mnogo puta.

#### Status
Neki su napadi spareni s određenim oblikom učinka koji prati (ili ne mora pratiti) izazivanje štete. Neki od ovih sporednih učinaka jest izazivanje status efekta, koji negativno utječe na protivnika i njegovo ponašanje u borbi –– primjerice, tehnika Udara groma (Thunderbolt) sa sobom nosi malenu vjerojatnost izazivanja paralize u protivnika, koja sa sobom nosi značajno snižavanje protivničke Speed statistike ili pak potpunu nemogućnost napadanja. Iako postoji mnogo tehnika koje izazivaju status efekte kao sporedan učinak, veći broj njih uopće ne izaziva izravnu štetu već se isključivo koriste radi ovog sporednog učinka (koji u takvih tehnika zapravo nosi njihov prvenstven i jedini učinak).

### Pokémon sposobnosti
Pokémon sposobnosti objedinjuju posebne značajke koje su uvedene tijekom inačica Pokémon Ruby i Sapphire. Svaka Pokémon vrsta nosi jednu sposobnost, a neke mogu imati jednu od dvije ponuđene.
Većina Pokémona služe se svojim sposobnostima tijekom borbe. Sposobnosti jačaju statistike samog Pokémona ili pak slabe one protivničke, izazivaju učinke poput trovanja ili paralize, ili pak izazivaju jedan od mnogih drugih učinaka. Primjerice, Bulbasaurovo Bujanje (Overgrow) jača njegove Travnate napade kada oslabi, dok će Arbok iskoristiti svoju sposobnost Zastrašivanja (Intimidate) kada uđe u borbu kako bi oslabio protivničku Attack statistiku. Druge sposobnosti čine određene Pokémone otpornima na pojedine tipove napada. Neke sposobnosti također pružaju potpunu imunost na određene tipove, poput Laprasova Upijanja vode (Water Absorb), koja mu povraća izgubljenu HP statistiku prilikom svakog izvršenog Vodenog napada nad njime, dok će, primjerice, Arcanineov Bljesak vatre (Flash Fire) učiniti svaki Vatreni napad nad njime bezuspješnim i pritom osnažiti njegove Vatrene napade. Pokémon sa sposobnošću Gromobrana (Lightning Rod), poput Marowaka, čuvat će svoga partnera od Električnih napada tijekom dvostrukih borbi privlačeći ih na sebe. Nisu sve sposobnosti korisne. Slaking nosi sposobnost Lijenčine (Truant), koja mu dopušta da napada tek svaki drugi krug. Regigigasov Usporeni početak (Slow Start) raspolovit će njegove Attack i Speed statistike prvih 5 krugova prilikom ulaska u borbu. Neke su sposobnosti dvosjekli mač, onesposobljavajući korisnika u jednim prilikama, a pomažući u drugim, poput Bunearyeve sposobnosti Nespretnjakovića (Klutz), koja mu ne dopušta držanje predmeta.
Neke sposobnosti nose učinak isključivo izvan borbe. Primjerice, Pokémon sa sposobnošću Sakupljanja (Pickup), poput Meowtha, ponekad će pokupiti nasumične predmete nakon svake borbe. Također, počevši s inačicom Pokémon Emerald, velik broj sposobnosti koje su prije koristile samo unutar borbe sada nose učinke i izvan borbe. Tako će primjerice Pokémon sa sposobnošću Gromobrana izazvati u igrača veći broj poziva za revanš borbe, dok će Pokémon sa sposobnošću Zastrašivanja smanjiti pojavu divljih Pokémona.

## Statistike
Svi Pokémoni imaju šest statistika koje utječu na njihovo djelovanje u borbama. To su redom: HP, Attack, Defense, Special Attack, Special Defense i Speed. U prvoj generaciji igara, Special Attack i Special Defense statistike bile su objedinjene u jednu, zvanu Special.
- HP (eng. Hit Points – bodovi zdravlja): Pokémon pada u nesvijest kada njegov HP dostigne nulu, te ga igrač nije u mogućnosti koristiti do oživljavanja u Pokémon centra ili putem posebnih predmeta. Unutar Pokémon svijeta, smrt Pokémona nikada nije posljedica borbe.
- Attack (hr. napad): Predstavlja snagu fizičkih napada pojedinog Pokémona. Značenje fizičkog napada mijenjalo se tijekom povijesti Pokémon videoigara. Do četvrte generacije igara, fizički su napadi bili oni tipovi Pokémona koji su logički povezani s fizičkom štetom (Normalni, Borbeni, Zemljani, Čelični i drugi). Ipak, u Pokémon Diamond i Pearl igrama, svaki je napad pojedinačno svrstan kao fizički ili specijalni.
- Defense (hr. obrana): Predstavlja obrambene sposobnosti pojedinog Pokémona na protivničke fizičke napade.
- Special Attack (hr. posebni napad): Statistika nalik Attack statistici, određuje snagu napadačevih posebnih napada.
- Special Defense (hr. posebna obrana): Statistika nalik Defense statistici, određuje obrambene sposobnosti pojedinog Pokémona na protivničke posebne napade.
- Speed (hr. brzina): Nakon davanja borbenih zapovijedi, uspoređuje se Speed statistika Pokémona koji sudjeluju u borbi. Uz neke iznimke, Pokémoni čija je Speed statistika viša napadaju prvi.

Postoje još dvije statistike, preciznost (Accuracy) i izbjegavanje (Evasiveness), na koje stjecanje iskustva i podizanje razina ne utječe. Nijedan Pokémon nema urođenu višu preciznost ili sposobnost izbjegavanja. Povišenjem preciznosti napad postiže veću vjerojatnost dostizanja mete, dok izbjegavanje čini suprotan učinak. 
Ne utječu samo statistike na borbu, već i borba može utjecati na statistike. Postoji velik broj tehnika i predmeta koji privremeno ili trajno mogu povisiti ili sniziti pojedinu ili svaku od statistika.
Kada Pokémon dostigne novu razinu, njegove se statistike povise. Količina kojom će se statistika povisiti određena je bodovima truda, osnovnim vrijednosnim statistikama, naravi samog Pokémona i individualnim vrijednostima. Međudjelovanje ovih vrijednosti pruža jedinstvene statistike svakom pojedinačnom Pokémonu.

### Osnovne vrijednosti
Osnovne vrijednosti statistika određuju prirodne statističke snage različitih vrsta Pokémona. Svakoj je Pokémon vrsti dodijeljen broj u pojedinoj statistici; što je broj viši, statistika će ostvariti viši broj bodova. Iako se ove vrijednosti mogu uvelike razlikovati među vrstama, jednake su za svakog člana te vrste Pokémona. To je razlika koja objašnjava zašto svi Aerodactyli imaju višu Speed statistiku od bilo kojeg Snorlaxa na istoj razini; ipak, međudjelovanje ostalih faktora određuje zašto su neki Snorlaxi brži od ostalih svoje vrste. Zbrajanjem vrijednosti svih statistika, igrač na uvid dobiva osnovni zbroj statistika, čime se približno određuje snaga pojedine vrste Pokémona. Trenutačno najviši osnovni zbroj statistika od 720 bodova drži Pokémon Arceus.

### Bodovi truda
Bodovi truda (eng. Effort Values, tzv. EVsi) skrivene su vrijednosti koje utječu na snagu Pokémona u pojedinoj statistici. Različite vrijednosti truda među dva Pokémona mogu stvarati značajne razlike među snagama statistika. Kada Pokémoni u borbama pobijede protivnika, uz bodove iskustva dobivaju i određen tip i broj bodova truda, ovisno o vrsti Pokémona kojeg su onesvijestili. Svaki pobjeđeni Pokémon daje barem jedan bod truda. Određeni čimbenici mogu utjecati na udio dobivanja bodova truda. Postoji ograničenje bodova truda, što sprječava bezrazložno i beskrajno podizanje statistika.

### Narav Pokémona
Pokémon naravi prvi su put uvedene u trećoj generaciji igara. Svaki Pokémon posjeduje određenu narav, nasumično odabranu kada je generiran, koja se ne da mijenjati. Narav Pokémona utječe na udio rasta pojedinih statistika: od dvadeset i pet mogućih naravi, njih će dvadeset ubrzati rast jedne statistike, a umanjiti rast neke druge. Ostalih pet naravi neutralne su te ne utječu na brzinu rasta statistika. Naravi također određuju koji okus Poké kocke/Poffina Pokémon voli ili ne voli.

### Pojedinačne vrijednosti
Individualne vrijednosti predstavljaju raspon moći u svakoj od statistika, koje pritom određuju maksimalni potencijal kojeg pojedini Pokémon može ostvariti. Ove se vrijednosti nasumično pripišu svakom Pokémonu u trenutku njegova pronalaska ili uzgoja, te ostaju nepromjenjive. Ove skrivene vrijednosti razlog su razlika u statistikama među dva Pokémona jednake vrste koji su potpuno jednako trenirana.  

## Predmeti
Igrač kroz svaku od igara sakuplja različite vrste predmeta. Veći dio njih smješta se u igračev inventar.

### Iscjeljujući predmeti
Veći dio ovih predmeta pronalazi se u igri te koriste pri iscjeljivanju Pokémona tijekom ili izvan borbe, nalik Pokémon centrima. Predmeti koji povraćaju bodove zdravlja uključuju različite vrste napitaka. Neki od lijekova koriste se za uklanjanja trovanja, paralize te ostalih status efekata. Predmeti koji povraćaju napadačke bodove, ne nalik predmetima koji povraćaju zdravlje, ne mogu se kupovati u prodavaonicama, već ih se isključivo može pronaći u prirodi.

### Tehnički i Skriveni uređaji
Tehnički uređaji (TM) i Skriveni uređaju (HM) koriste se pri učenju Pokémona novim napadima. Tehnički uređaji daju se pronaći u prirodi i u prodavaonicama, no daju se iskoristiti samo jednom. Skriveni uređaji veoma su rijetki i mogu se koristiti i izvan borbe, pod uvjetom da je igrač pobijedio određenog Vođu dvorane. Skriveni se uređaji, ne nalik Tehničkim uređajima, daju iskoristiti nebrojeno mnogo puta. Također, oni su često ključni u napretku tijekom određenog dijela igre. Primjerice, Pokémon koji zna tehniku Surfanja (Surf) moći će prenijeti igrača do otočnih gradova. Kada Pokémon nauči tehniku putem ove vrste uređaja, ne može ju zamijeniti ili izbrisati. Počevši s generacijama Gold i Silver, igraču postaje dostupan neigrivi lik koji je sposoban izbrisati bilo koju tehniku znanu određenom Pokémonu.

### Ključni predmeti
Ključni su predmeti rjeđi od uobičajenih predmeta i u pravilu ih igrač ne pronalazi, već biva nagrađen njima. Među njima su i ribički štapovi koji su ključni u pronalasku Pokémona koji obitavaju isključivo ispod vodene površine, bicikl koji igraču omogućava brže kretanje, te ključevi koji igraču daju mogućnost otvaranja vrata koja vode u važnija područja. Ovi se predmeti ne mogu baciti niti se daju prodati.

### Predmeti namijenjeni držanju
Počevši s igrama Pokémon Gold i Silver, svaki je Pokémon u stanju držati pojedini predmet. Predmeti koje Pokémoni mogu držati mogu imati različit učinak; bobice se daju pojesti od strane Pokémona tijekom borbe kako bi im povratile zdravlje ili podigle određenu statistiku, dok će drugi predmeti ojačati napadačku ili obrambenu snagu Pokémona. Neki će predmeti uzrokovati evoluciju pojedinih Pokémona, dok će neki predmeti s istim učinkom pokazati rezultate samo u slučaju razmjene Pokémona. Inačice Pokémon Diamond i Pearl uvele su predmete koji uzrokuju evoluciju Pokémona kada se ispune određeni uvjeti. Velik broj predmeta nema nikakvog učinka kada ih Pokémoni drže, dok se neki predmeti, poput Tehničkih uređaja ili ključnih predmeta uopće ne mogu držati.

## Skupine Pokémona

### Početni Pokémoni
| Početni/Početnički Pokémoni                                        | Početni/Početnički Pokémoni | Početni/Početnički Pokémoni | Početni/Početnički Pokémoni |
| ------------------------------------------------------------------ | --------------------------- | --------------------------- | --------------------------- |
| Pokémon Red, Blue, FireRed, i LeafGreen                            | Bulbasaur                   | Charmander                  | Squirtle                    |
| Pokémon Yellow i Let's go Pikachu                                  | Pikachu                     | Pikachu                     | Pikachu                     |
| Pokémon Gold, Silver, Crystal, and Pokémon HeartGold, i SoulSilver | Chikorita                   | Cyndaquil                   | Totodile                    |
| Pokémon Ruby, Sapphire, i Emerald i Omega Ruby i Alpha Sapphire    | Treecko                     | Torchic                     | Mudkip                      |
| Pokémon Diamond, Pearl, i Platinum                                 | Turtwig                     | Chimchar                    | Piplup                      |
| Pokémon Black i White i Black 2 i White 2                          | Snivy                       | Tepig                       | Oshawat                     |
| Pokémon X i Y                                                      | Chesnaught                  | Fennekin                    | Froakie                     |
| Pokémon Sun i Moon i Ultra Sun i Ultra Moon                        | Rowlet                      | Litten                      | Poplio                      |
| Pokémon Let's go Eevee                                             | Eevee                       | Eevee                       | Eevee                       |
| Pokémon Sword i Shield                                             | Grookey                     | Scorbunny                   | Sobble                      |

Jedna od dosljednih crta Pokémon RPG igara jest izbor jednog od tri dostupna ponuđena Pokémona na početku igračeva putovanja; ovo se troje često nazivaju i početnim ili početničkim Pokémonima. Igrači biraju između tri različita tipa Pokémona: Travnatog, Varenog ili Vodenog tipa (Bulbasaur je, doduše, dvostrukog Travnatog/Otrovnog tipa, te brojni Početni Pokémoni razvijaju se u Pokémone dvostrukog tipa), od kojih su svi endemi za svoju regiju, te nedostupni u svim ostalim igrama izuzev putem razmjene (dovodeći do njihove velike rijetkosti). Nakon toga, igračev će suparnik uvijek odabrati Pokémona čiji je tip "super učinkovit" protiv igračevog Početnog Pokémona.
Iznimku ovog pravila predstavlja igra Pokémon Yellow, gdje igrač na samom početku dobiva Pikachua, Električnog Pokémon miša koji je postao poznat kao maskota Pokémon franšize, koji tijekom čitave igre hoda za igračem. Igračev suparnik dobiva Eeveeja, Pokémona Normalnoga tipa.